# O precioso arreio feito em Goa
O precioso arreio, feito em Goa no Século XVI, para D. Sebastião é uma monografia  de 9 páginas da autoria de Artur da Mota Alves. Considerado uma "raridade bibliográfica", pertence à coleção de "Publicações dos Anais das Bibliotecas, Museus, e Arquivo Histórico Municipais" (nº 8) publicada pela Câmara Municipal de Lisboa em 1935.